# Светлице
Светлице (словац. Svetlice) — село и одноимённая община в районе Медзилаборце Прешовского края Словакии. В письменных источниках начинает упоминаться с 1491 года.

## География
Село расположено в восточной части края, вблизи государственной границы с Польшей, при автодороге 567. Абсолютная высота — 336 метров над уровнем моря. Площадь муниципалитета составляет 31,6 км².

## Население
| Год:                | 1994 | 2004     | 2014     | 2024     |
| ------------------- | ---- | -------- | -------- | -------- |
| Количество человек: | 225  | 152      | 109      | 80       |
| Разница:            |      | −32,44 % | −28,28 % | −26,60 % |

По данным последней официальной переписи 2021 года, численность населения Светлице составляла 89 человек.
Национальный состав населения (по данным переписи населения 2011 года):
| Национальность | Численность, человек |
| -------------- | -------------------- |
| словаки        | 70                   |
| русины         | 37                   |
| немцы          | 1                    |
| не указана     | 10                   |

По данным переписи 2021 года, в конфессиональном составе населения преобладали греко-католики (60,7 %), католики (18 %) и православные христиане (7,9 %).